# Olej rycynowy

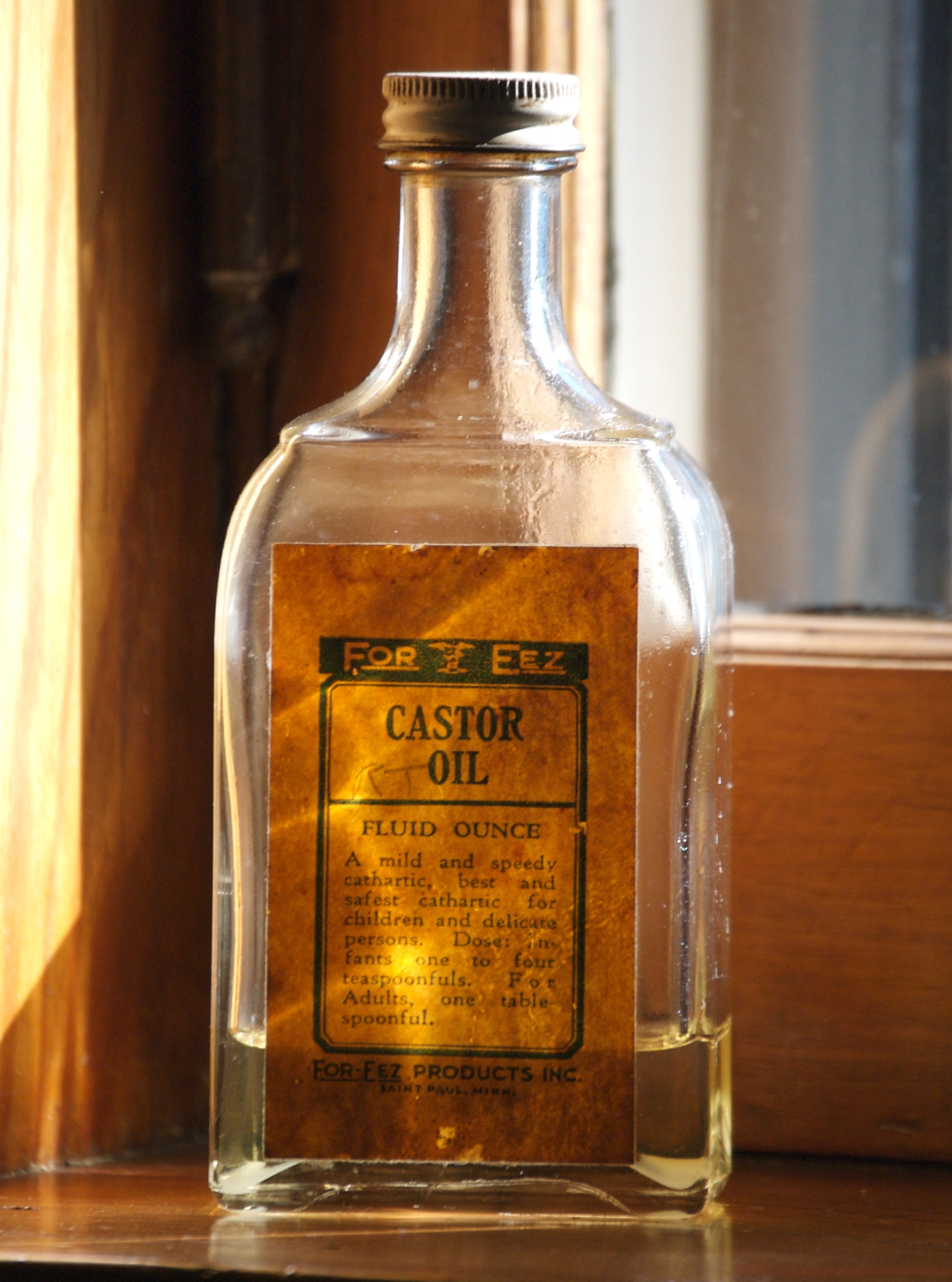
Olej rycynowy

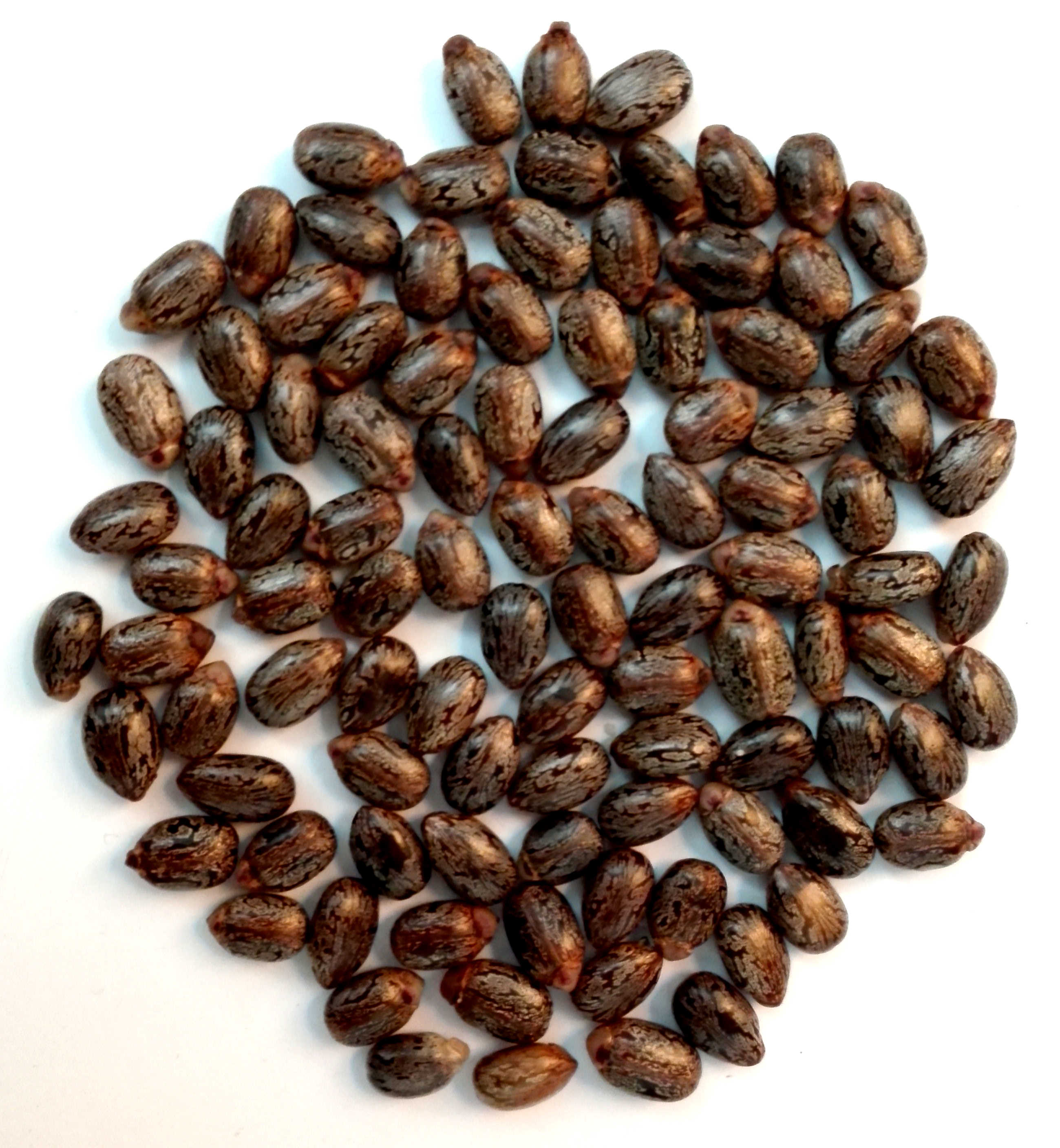
Nasiona rącznika pospolitego

Olej rycynowy, olej rącznikowy (łac. Oleum Ricini, Oleum Palmae Christi) – olej roślinny otrzymywany z nasion rącznika pospolitego poprzez tłoczenie na zimno i wygotowywanie z wodą. Takie postępowanie pozwala na rozkład toksycznej rycyny (toksoalbuminy), której obecność w nasionach sprawia, że ich zażycie może wywołać śmiertelne zatrucie.

## Skład i właściwości
Głównym (ok. 80%) składnikiem oleju rycynowego jest gliceryd 18-węglowego kwasu rycynolowego. W jego składzie znajdują się również mniejsze ilości glicerydów kwasów oleinowego (7%), linolowego (3%), palmitynowego (2%), stearynowego (1%).
Olej rycynowy, w temperaturze pokojowej, jest cieczą o dużej lepkości i barwie białej do jasnożółtej. Gęstość mieści się w przedziale 0,947–0,970 g/cm³. Niemal nierozpuszczalny w wodzie. Zamarza w temperaturze -24 °C.

## Zastosowanie
Rocznie 270 000 – 360 000 ton oleju rycynowego jest produkowane do różnych zastosowań.
Olej rycynowy i jego pochodne są wykorzystywane w produkcji mydeł, smarów, płynów hydraulicznych i hamulcowych, farb, farb drukarskich, odpornych na zimno tworzyw sztucznych, wosków i past, nylonu, farmaceutyków i perfum. Do tego znajduje zastosowanie jako plastyfikator w lakierach nitrocelulozowych, w wyrobie maści, kremów, detergentów, barwników oraz środków nawilżających.

### Przemysł spożywczy
W przemyśle spożywczym, olej rycynowy (spożywczy) stosuje się jako dodatek do żywności, środków aromatyzujących oraz słodyczy (na przykład, polirycynooleinian poliglicerolu w czekoladzie) jako inhibitor pleśni oraz w opakowaniu. Polioksyetylenowany olej rycynowy również jest stosowany w przemyśle spożywczym. W Indiach, Pakistanie, Nepalu i Bangladeszu ziarna spożywcze są konserwowane poprzez zastosowanie oleju rycynowego. Powstrzymuje ryż, pszenicę i strączkowe przed psuciem się. Na przykład powszechnie dostępna nikla indyjska (hindi toor dal) pokrywana jest olejem dla wydłużenia okresu przechowywania.

### Medycyna
Od czasów starożytnych olej rycynowy jest używany jako środek przeczyszczający (wykorzystywany również w weterynarii). Amerykańska Agencja Żywności i Leków uznała olej rycynowy za środek przeczyszczający „ogólnie znany jako bezpieczny i skuteczny” do stosowania bez recepty, o głównym miejscu działania w jelicie cienkim, gdzie strawieniu ulega kwas rycynolowy.
Pomimo że olej rycynowy jest szeroko stosowany w celu rozpoczęcia porodu u ciężarnych, nie przeprowadzono wystarczających badań w celu wykazania jego skuteczności.
Olej rycynowy lub jego pochodne, jak Kolliphor EL (polietoksylowany olej rycynowy – niejonowy środek powierzchniowo czynny) dodaje się do wielu nowoczesnych leków, w tym:
- mikonazol, środek przeciwgrzybiczy[9][10],
- paklitaksel, inhibitor mitotyczny stosowany w chemioterapii nowotworów[11],
- cyklosporyna, lek immunosupresyjny powszechnie stosowany w związku z przeszczepem narządu w celu zmniejszenia aktywności układu immunologicznego pacjenta[12],
- mesylan nelfinawiru, inhibitor proteazy HIV[13],
- maść Xenaderm, do miejscowego leczenia owrzodzeń skóry; jest mieszaniną balsamu peruwiańskiego, oleju rycynowego i trypsyny[14][15],
- Aci-Jel (złożony z kwasu rycynolowego z oleju rycynowego, z kwasem octowym i 8-hydroksychinoliny) służy do utrzymania kwasowości pochwy[16].

### Medycyna alternatywna
W naturopatii olej rycynowy promowany jest jako środek leczniczy w różnych przypadłościach. Istnieje opinia, że nakładanie oleju rycynowego na skórę może pomóc w leczeniu raka. Zauważyć należy, że według Amerykańskiego Towarzystwa Onkologicznego (American Cancer Society) dostępne dowody naukowe nie potwierdzają tezy, że olej rycynowy stosowany na skórę leczy nowotwory lub jakąkolwiek inną chorobę.

### Kosmetologia
Olej rycynowy jest również stosowany jako środek do pielęgnacji włosów, paznokci czy brwi.

### Środek represyjny
Ponieważ dzieci zazwyczaj bardzo nie lubią smaku oleju rycynowego, w niektórych rejonach świata rodzice karali je podając niewielką dawkę oleju. Lekarze potępiali takie praktyki, uznając za niedopuszczalne stosowanie leku w celu wymierzenia kary.
Duże dawki oleju rycynowego były w przeszłości stosowane jako upokarzające kary dla osób dorosłych, szczególnie dysydentów politycznych. Urzędnicy kolonialni stosowali go w Indiach Brytyjskich jako środek represyjny wobec opornych pracowników.
Znanym przykładem stosowania oleju rycynowego jako narzędzia kary i tortur są działania Czarnych koszul w faszystowskich Włoszech pod rządami Benito Mussoliniego. Olej był wykorzystywany przez milicję do upokorzenia przeciwników. Mówi się, że władza Mussoliniego była wspierana przez „pałki i olej rycynowy”. Dysydenci polityczni byli zmuszani przez oddziały faszystowskie do spożycia dużych ilości oleju rycynowego. Uważa się, że technika ta została zapoczątkowana przez Gabriele D’Annunzio. Ofiary takiej praktyki doświadczały zagrażającej życiu odwadniającej biegunki, często komplikowanej przez skutki równoczesnego bicia. Ponosiły upokarzające skutki przeczyszczające wynikające z nadmiernego użycia leku. Metodę tę nadal stosowano na Bliskim Wschodzie w pierwszej dekadzie XXI wieku.
W mniejszych ilościach, olej rycynowy był również używany jako instrument zastraszania, na przykład aby zniechęcić cywilów i żołnierzy, którzy symulują choroby w zakładzie pracy lub wojsku. Był on również szeroko stosowany w szpitalach u kobiet w ciąży, pacjentów w podeszłym wieku lub psychicznie chorych w fałszywym przekonaniu, że jego użycie nie wywołuje negatywnych efektów ubocznych. Dzisiaj włoskie zwroty manganello oraz olio di ricino, nawet używane oddzielnie, wciąż posiadają silne konotacje polityczne (zwłaszcza ten drugi). Słowa te są nadal używane w karykaturowaniu polityków lub autorów niepopularnych aktów prawnych i powinny być stosowane ostrożnie podczas rozmowy. Zwroty Usare l’olio di ricino (pol. użyć oleju rycynowego) oraz usare il manganello (pol. użyć pałki) oznaczają „zmusić” lub „prześladować” i mogą zostać źle zrozumiane w przypadku braku odpowiedniego kontekstu.